# Alicia a través del espejo (película de 2016)
Alicia a través del espejo (título original: Alice Through the Looking Glass) es una película estadounidense de 2016 de fantasía dirigida por James Bobin y con guion de Linda Woolverton, basado en la novela A través del espejo y lo que Alicia encontró allí, de Lewis Carroll. Es la secuela de Alicia en el país de las maravillas (2010). Está protagonizada, entre otros, por Sacha Baron Cohen, Mia Wasikowska, Johnny Depp, Anne Hathaway, Rhys Ifans y Helena Bonham Carter. Fue la última película en la que participó el actor inglés Alan Rickman, siendo ésta dedicada a su memoria.
La película, que contó con un presupuesto de 170 millones de dólares, fue estrenada por Walt Disney Pictures el 27 de mayo de 2016. Ha recibido reseñas negativas y ha recaudado 295 millones de dólares.

## Sinopsis
Durante tres años, Alice Kingsleigh ha seguido los pasos de su padre navegando por alta mar. Al regresar a Londres desde China se reencuentre con su madre Helen dándole la bienvenida, luego se entera de que su exprometido, Hamish Ascot se ha hecho cargo de la empresa de su difunto padre durante su ausencia.
En la noche los Ascots celebran una fiesta en la mansión a lo que asisten por petición de Alicia que tiene una propuesta laboral para sus expediciones, ahí conoce a la esposa de Hamish llamada Alexandra y al consejo, pero se entera de que su madre vendió las acciones a Hamish y planea cederle el barco a Alice a cambio de la casa familiar.
Alicia triste y decepcionada no sabe que hacer, se le presenta una mariposa a lo que reconoce como Absolem y lo sigue, quien antes era una oruga regresa al País de las Maravillas a través de un espejo. Alicia es recibida por la Reina Blanca , el Conejo Blanco , los Tweedles , el Lirón , la Liebre de Marzo , el Sabueso y el Gato de Cheshire, quienes revelan que el Sombrerero Loco está más furioso de lo habitual porque su familia ha desaparecido.
Alicia intenta consolar al Sombrerero, pero él sigue convencido de que su familia sigue viva. Viéndolo como la única forma de recuperar su salud, la Reina Blanca envía a Alicia a consultar al Tiempo y convencerlo de salvar a la familia del Sombrerero en el pasado. La Reina advierte a Alicia que la historia será destruida si el pasado y el presente de una persona se encuentran. En el Castillo de la Eternidad del Tiempo se encuentra la Cronosfera, un objeto que controla todo el tiempo en el País de las Maravillas. Después de que el Tiempo le dice a Alicia que alterar el pasado es imposible, ella roba la Cronosfera y viaja en el tiempo. La exiliada Reina Roja ordena al Tiempo que persiga a Alicia, donde deberá correr una carrera contra el tiempo para salvar al Sombrerero y a toda Infratierra, quien viaja accidentalmente a la coronación de la Reina Roja. Allí, un Sombrerero Loco más joven se burla de la Reina Roja cuando la corona no se ajusta a su cabeza anormal. Cuando su padre la considera incapaz de gobernar, la Reina Roja hace un berrinche que le hace enfadar y jura vengarse del Sombrerero. Alice se entera de un evento en el pasado de ambas Reinas que causa fricción entre las dos y viaja en el tiempo nuevamente, con la esperanza de cambiar el carácter de la Reina Roja.
La joven Reina Blanca le roba una tarta a su madre y deja las migajas debajo de la cama de su hermana. Cuando la madre la confronta, miente y deja que su hermana cargue con la culpa, lo que hace que la joven Reina Roja salga corriendo del castillo. Alicia la ve a punto de chocar contra un reloj que es llevado por la plaza; creyendo que este es el evento que le hace cambiar de opinión, empuja el reloj fuera del camino. Sin embargo, la joven Reina Roja todavía cae y se golpea la cabeza. Alicia se enfrenta a un Tiempo debilitado, que la regaña por poner todo el tiempo en peligro. Corre hacia un espejo cercano y regresa al mundo real, donde despierta en un hospital psiquiátrico, diagnosticada con histeria femenina . Con la ayuda de su madre, regresa al País de las Maravillas, viaja al ataque de Jabberwocky y descubre que la familia del Sombrerero fue capturada por los Caballeros Rojos de la Reina Roja .
Al regresar al presente, Alicia ve que el Sombrerero Loco está al borde de la muerte. Después de que Alicia, entre lágrimas, le diga que le cree, el Sombrerero despierta y vuelve a su estado normal. Los habitantes de las Maravillas van al segundo castillo de la Reina Roja y encuentran a la familia del Sombrerero encogida y atrapada en un hormiguero. La Reina Roja los atrapa y le roba la Cronosfera a Alicia, llevándose a su hermana de vuelta al día en que mintió sobre la tarta para esconderse detrás de una puerta y escuchar la escena. La Reina Blanca susurra "no" mientras su yo más joven niega haber robado la tarta; la Reina Roja irrumpe furiosa por la puerta y le grita "¡mentirosa!" a la yo más joven de su hermana. La joven Reina Roja ve a su yo mayor, creando una paradoja temporal, y primero sus rostros y cuerpos se oxidan antes de que se oxide todo el País de las Maravillas.
Usando la Cronosfera, Alicia y el Sombrerero regresan al presente, donde corre por su vida para devolver la Cronosfera a su lugar original. Al principio, supera al óxido, pero la detiene con la mano justo encima del soporte. Unas chispas conectan y el óxido se disuelve. El Sombrerero Loco se reúne con su familia, mientras que la Reina Blanca se disculpa con la Reina Roja por mentirle y causarle mucho dolor. Alicia pide perdón al tiempo por no escucharle obsequiandole el reloj de su padre Charles para que lo conserve en infratierra a lo que él acepta y no la olvidará dándole permiso a travéz del espejo para que regrese a su hogar, Alicia y el Sombrero se reencuentran felices pero se despiden en el espejo a lo que Alicia teme no volver a verlo, Tarrant le dice que se unirán en los jardines de la memoria, en el palacio de los sueños (tanto sueño cómo en la realidad son iguales se verán), ambos sonrien dándose un fuerte abrazo triste demostrando cuando se quieren y se extrañarán, luego sus amigos, Alicia y el Sombrerero se dicen adiós estando muy tristes, ella regresa al mundo real, mientras que él se queda en infratierra prometiéndose los dos que se volverán a ver.
Al regresar, su madre Helen se niega a entregarle su barco a Hamish a lo que sigue la vida de Alicia teniendo ella su propio reloj, ambas fundan su propia empresa inaugurando Kingsleigh y Kingsleigh viajando en su nombre, navegan el maravilla rumbo a Rio Wu y Malaysia.

## Reparto
- Johnny Depp como Tarrant Hightopp, El sombrerero loco.[5]
- Mia Wasikowska como Alicia Kingsleigh.[5][6]
- Helena Bonham Carter como Iracebeth, la Reina Roja.
- Anne Hathaway como Mirana, la Reina Blanca.
- Sacha Baron Cohen como El señor del tiempo.[5]
- Lindsay Duncan como Helen Kingsleigh.[7][8]
- Rhys Ifans como Zanik Hightopp.
- Ed Speleers como James Harcourt.[5]
- Leilah de Meza como la joven Iracebeth.[9]
- Amelia Crouch como la joven Mirana.[10]
- Louis Ashbourne Serkis como el joven Tarrant Hightopp.[11]

Leo Bill y Geraldine James retoman los papeles de Hamish y Lady Ascot, respectivamente. Andrew Scott interpreta al doctor Addison Bennett, un psiquiatra cruel, empleado de los Ascots. Richard Armitage y Hattie Morahan son los padres de Iracebeth y Mirana, el rey Oleron y la reina Elsemere. Simone Kirby interpreta a la madre del Sombrerero y Joe Hurst, Siobhan Redmond, Oliver Hawkes, Frederick Warder, Eva Hedderwick Turner y Tom Godwin, a otros miembros de su familia.

### Voces
- Stephen Fry como el Gato de Cheshire.[5]
- Alan Rickman como Absolem, la Oruga azul.[5] La película está dedicada a su memoria.
- Michael Sheen como Nivens McTwisp, el Conejo Blanco.[5]
- Timothy Spall como Bayard el Sabueso.[5]
- Kyle Hebert como el joven Bayard.[13]
- Paul Whitehouse como Thackery Earwicket, la Liebre de Marzo.[5]
- Barbara Windsor como Mallymkun, la Lirona.
- John Sessions como Humpty Dumpty.[14]
- Matt Vogel como Wilkins.[15] Toby Jones fue anunciado originalmente en el papel.[16]

Meera Syal es la voz de Nadie, mientras que Edward Petherbridge da voz al señor Fish, Owain Rhys Davies, a Delivery Frog y Paul Hunter, al rey blanco, una pieza de ajedrez.

## Producción
El 7 de diciembre de 2012, Variety anunció el desarrollo de una secuela de Alicia en el País de las Maravillas, con Linda Woolverton de regreso como guionista. El 31 de mayo de 2013, James Bobin inició conversaciones para dirigir la secuela, que tenía el título provisorio de Alicia en el País de las Maravillas: dentro del espejo. En julio de 2013, se anunció que Johnny Depp volvería como el Sombrerero. En noviembre, se confirmó que Mia Wasikowska repetiría su papel como Alicia, que la secuela se estrenaría el 27 de mayo de 2016 y que Bobin la dirigiría. El 21 de enero de 2014, la película fue retitulada Alicia en el país de las maravillas: a través del espejo. Sacha Baron Cohen se unió al elenco para interpretar a Tiempo, el villano de la historia. En marzo se confirmó que Helena Bonham Carter volvería como la Reina Roja y, en mayo, Rhys Ifans se unió al elenco para interpretar a Zanik Hightopp, el padre del Sombrerero.
La fotografía principal se desarrolló entre el 30 de agosto y el 31 de octubre de 2014 en los Estudios Shepperton. En agosto de 2014, se filmó también en los muelles de Gloucester, donde se usaron al menos cuatro barcos históricos: Kathleen and May, Irene, Excelsior y Earl of Pembroke, rebautizado The Wonder en la ficción.

### Música por Danny Elfman

#### Banda sonora
Lista de sencillos

Toda la música compuesta por Danny Elfman. 
| N.º | Título                                   | Duración |  |
| 1.  | «Alice»                                  | 6:35     |  |
| 2.  | «Saving the Ship»                        | 3:40     |  |
| 3.  | «Watching Time»                          | 5:10     |  |
| 4.  | «Looking Glass»                          | 3:30     |  |
| 5.  | «To the Rescue»                          | 0:56     |  |
| 6.  | «Hatter House»                           | 3:47     |  |
| 7.  | «The Red Queen»                          | 2:29     |  |
| 8.  | «The Chronosphere»                       | 4:15     |  |
| 9.  | «Warning Hightopps»                      | 2:23     |  |
| 10. | «Tea Time Forever»                       | 1:45     |  |
| 11. | «Oceans of Time»                         | 1:15     |  |
| 12. | «Hat Heartbreak»                         | 2:27     |  |
| 13. | «Asylum Escape»                          | 4:06     |  |
| 14. | «Hatter's Deathbed»                      | 3:22     |  |
| 15. | «Finding the Family»                     | 2:04     |  |
| 16. | «Time Is Up»                             | 4:24     |  |
| 17. | «World's End»                            | 1:50     |  |
| 18. | «Truth»                                  | 4:09     |  |
| 19. | «Goodbye Alice»                          | 2:13     |  |
| 20. | «Kingsleigh & Kingsleigh»                | 1:19     |  |
| 21. | «Seconds Song»                           | 0:11     |  |
| 22. | «Friends United»                         | 1:06     |  |
| 23. | «Time's Castle»                          | 1:49     |  |
| 24. | «The Seconds»                            | 1:55     |  |
| 25. | «Clock Shop»                             | 0:50     |  |
| 26. | «They're Alive»                          | 2:23     |  |
| 27. | «Story of Time»                          | 3:03     |  |
| 28. | «Just Like Fire» (interpretada por Pink) | 3:35     |  |

## Recepción

### Taquilla
La película hasta el 14 de agosto de 2016, ha recaudado 76 966 804 de dólares en la taquilla estadounidense y 212 637 412 en la taquilla extranjera, un total de 289 604 216.

### Recepción crítica
La película ha recibido, en su mayoría, reseñas negativas por parte de la crítica. En el portal de internet Rotten Tomatoes, obtuvo una aprobación del 30%  basada en 203 reseñas y una puntuación promedio de 4.6/10, con un consenso que indica: "Alicia a través del espejo es tan visualmente impresionante como su predecesora, pero eso no es suficiente para cubrir una historia decepcionante que no llega a estar la altura de sus clásicos personajes", sin embargo, por parte de la audiencia ha recibido una calificación de 56%.
La página Metacritic le ha dado una puntuación de 34 sobre 100, basada en 42 críticas, lo que indica "reseñas generalmente desfavorables". Las audiencias de CinemaScore le han dado una calificación de "A-" en una escala de A+ a F, mientras que en IMDb los usuarios le han dado una puntuación de 6.4/10, basada en más de 16 000 votos.